# Sonsorol (isola)
Sonsorol (o Dongosaro) è un'isola delle Palau, nell'Oceano Pacifico, nello Stato di Sonsorol. L'isola, che costituisce amministrativamente l'omonima municipalità, costituisce, insieme all'isola di Fanna le Sonsorol Islands.

## Geografia
Sonsorol è lunga circa 2 km e larga circa 890 m ed è circondata da una barriera corallina, che si estende da 160 a 480 m in offshore. Il villaggio di Dongosaro, capitale dello Stato, si trova sulla costa occidentale.
L'isola si trova a 1,6 km a sud di Fanna, con la quale forma le Sonsorol Islands (Isole Sonsorol).
Essa presenta una rigogliosa vegetazione, rappresentata principalmente da palme da cocco ed altri alberi.
È abitata dal Pipistrello della Frutta delle Marianne (Pteropus mariannus).